# Layal Abboud
Layal Mounir Abboud (tiếng Ả Rập: ليال عبود: phát âm tiếng Ả Rập: [layāl ˈabˈboud], sinh ngày 15 tháng 5 năm 1982) là một ca sĩ, nhà thơ trữ tình, vũ công, người mẫu, và nhà kinh doanh Liban.

## Đĩa hát

### Album
- 2007-8: Fi Shouq
- 2010: Ma B3eesh

### Đĩa đơn
- 2007: , Da Đen, Ya Winn
- 2007: Albi Yamma
- 2007: Tshoobi
- 2007: Abouya 2alli
- 2007: Tên Lửa Đối Không Bihlamak
- 2007: Hawasi Kella
- 2007: Fi Shoo'
- 2008: Toà Al Hetta
- 2009 :Shid El Jaroufe
- 2009: Bjnoun
- 2010: Lazem Taaraf
- 2010: BIBI
- 2010: Ahla Zaffe
- 2010: Dinyi Wlad
- 2010: Ma B3eesh
- 2010: Ya Tayr El Tayer
- 2012: Ya Ana Ya Ana
- 2013: Khashkhash đôn El Mohra
- 2014: Khaliha Bi Albi Tijrah

## Phim
- 2007-8: Fi Shouq
- 2007: Phút Tghayar
- 2007: Hawasi Kella
- 2008: Mashghoul Bali 3leik
- 2008: Toà Al Hetta
- 2009: Shid El Jaroufe
- 2009: Bjnoun
- 2010: BIBI
- 2010: Dinyi Wlad
- 2010: Lazem Taaraf
- 2010: Ma B3eesh
- 2012: Ya Ana Ya Ana
- 2013: Khashkhash đôn El Mohra
- 2015: Khaliha Bi Albi Tijrah
- 2015: Maghanaj
- 2017: Hader Ya Mister